# Marceli Tureczek
Marceli Tureczek (ur. 1979) – polski historyk, doktor habilitowany nauk humanistycznych, absolwent a obecnie pracownik Instytutu Historii Uniwersytetu Zielonogórskiego, uczeń prof. Joachima Zdrenki.
Członek stowarzyszenia niemieckich kampanologów Deutsches Glockenmuseum e. V. w Gescher (Westfalia), Stowarzyszenia Czas Art we Wschowie, a także prezes Stowarzyszenia Regionalistów Środkowe Nadodrze, sekretarz zielonogórskiego oddziału Polskiego Towarzystwa Historycznego.
Autor, współautor oraz redaktor ponad stu publikacji naukowych, popularnonaukowych i prasowych poświęconych problematyce szeroko rozumianych zagadnień dotyczących Międzyrzecza, ziemi lubuskiej, ochrony zabytków, a także kampanologii historycznej. W obrębie swoich badań zajmuje się zagadnieniami ochrony dziedzictwa kulturowego i krajobrazu szeroko rozumianego współczesnego regionu lubuskiego.
Szczególnym przedmiotem jego badań są dzwony. W obrębie tej problematyki opublikował trzy książki oraz szereg artykułów, w tym w ramach projektu badawczego Ministerstwa Kultury i Dziedzictwa Narodowego w latach 2009–2011 opracował listę tzw. Leihglocken znajdującą się w Deutsches Glockenarchiv w Norymberdze, czyli dzwonów, które były zarekwirowane przez Niemców w czasie II wojny światowej i do dziś znajdują się w kościołach na terenie byłej Republiki Federalnej Niemiec. Badania te dostarczyły wiedzy o ponad 2000 obiektów z terenu współczesnej Polski, z czego około 1200 fizycznie zachowało się. Książka, wydana w 2011, spotkała się z zainteresowaniem w Niemczech, gdzie opublikowano na jej temat kilka recenzji.
Jest autorem aktualnych programów opieki nad zabytkami województwa lubuskiego oraz powiatu międzyrzeckiego.
Stypendysta Fundacji na Rzecz Nauki Polskiej w Warszawie, laureat nagród naukowych i samorządowych, uczestnik i organizator regionalnych, krajowych i międzynarodowych konferencji naukowych. W latach 2011–2013 z nominacji Ministra Kultury i Dziedzictwa Narodowego członek jury ds. nagrody Sybilla, przy Narodowym Instytucie Muzealnictwa i Ochrony Zbiorów w Warszawie. Uczestnik i współautor projektów badawczych.
Obecnie współrealizuje w zespole naukowym prof. Joachima Zdrenki projekt badawczy Komitetu Badań Naukowych „Inskrypcje na terenach Polski Zachodniej – województwo lubuskie”.

## Wybrane publikacje
- Quae Mezerici dicitur: Międzyrzecz w kręgu dyskusji nad eremem Pięciu Braci Męczenników i początkami polskiego chrześcijaństwa, Wydawnictwo Adam Marszałek, Warszawa 2019. ISBN 978-83-8180-135-5.
- Campanae, quae in confinio sonant. Studium z dziejów ludwisarstwa na pograniczu śląsko-brandenbursko-pomorskim w XIII-XVIII wieku, Oficyna Wydawnicza Uniwersytetu Zielonogórskiego, Zielona Góra 2015.
- Zabytkowe parki w okolicach Międzyrzecza: zarys historii założeń oraz walory przyrodniczo-kulturowe, Urząd Miejski w Międzyrzeczu, Międzyrzecz 2014, ISBN 978-83-939532-7-1.
- Ziemia Lubuska. Społeczny wymiar dialogu o przeszłości i tożsamości, Stowarzyszenie Czas A.R.T., Polskie Towarzystwo Historyczne oddział Zielona Góra, Międzyrzecz – Wschowa – Zielona Góra 2014, ISBN 978-83-63363-16-1.
- Zabytki w krajobrazie kulturowym Międzyrzecza i okolic, Agencja Reklamowa BM, Międzyrzecz 2012. ISBN 978-83-935668-0-8.
- Leihglocken: dzwony z obszaru Polski w granicach po 1945 roku przechowywane na terenie Niemiec = Bells from territories within post – 1945 borders of Poland stored in Germany, Ministerstwo Kultury i Dziedzictwa Narodowego, Departament Dziedzictwa Kulturowego, Warszawa 2011, ISBN 978-83-62622-13-9.
- Zabytkowe dzwony na Ziemi Lubuskiej: dokumentacja – ochrona – badania, Arcanum, Zielona Góra 2010. ISBN 978-83-928267-5-0.
- Inskrypcje powiatu międzyrzeckiego do 1815 roku, Wydawnictwo Adam Marszałek, Toruń 2006. ISBN 83-7441-354-9.
- Najstarsze dzwony na Ziemi Międzyrzeckiej do 1815 roku, Księgarnia Akademicka, Zielona Góra 2005. ISBN 83-60218-03-X.
- Brójce – zarys dziejów miasta 1428-1946, Księgarnia Akademicka, Zielona Góra 2003. ISBN 83-918060-2-2.
- Stary Dwór. Kronika małej ojczyzny (red.), Księgarnia Akademicka, Stary Dwór – Zielona Góra, Księgarnia Akademicka 2004. ISBN 83-918060-7-3.